# Paolo Gabriele
Paolo Gabriele (ur. 19 sierpnia 1966 w Rzymie, zm. 24 listopada 2020) – były kamerdyner papieża Benedykta XVI.
Od 2006 do 2012 roku był kamerdynerem Benedykta XVI. W 2012 roku został aresztowany i oskarżony o kradzież tajnych dokumentów z Watykanu (Vatileaks). Proces rozpoczął się w dniu 29 września 2012 roku i 6 października 2012 sąd uznał go za winnego stawianych mu zarzutów i skazał go na karę 1,5 roku pozbawienia wolności. Swój wyrok odbywał w areszcie Żandarmerii Watykańskiej, oraz w areszcie domowym. 22 grudnia 2012 roku papież ułaskawił Gabriele, o czym osobiście poinformował kamerdynera.
Po odbyciu wyroku nie mógł dalej mieszkać na terenie Państwa Watykańskiego ani pracować w żadnej watykańskiej instytucji. Papież zaoferował pomoc kamerdynerowi w znalezieniu pracy i rozpoczęciu nowego życia. Pracował w filii papieskiej kliniki dziecięcej Bambino Gesù.
Był żonaty, miał troje dzieci.